# Wilhelm Skoglund
Wilhelm Harald Skoglund, född 24 januari 1895 i Tällberg, Leksands socken, Dalarna, död där 22 november 1977, var en svensk målare och grafiker.
Han var son till byggmästaren Skomlars Daniel Ersson och Nis Karin Andersson. Skoglund som härstammar från en gammal Leksandssläkt studerade konst vid Althins målarskola i Stockholm 1918–1919 och vid Kungliga konsthögskolan 1922–1924 och 1925–1927. Han deltog i Axel Tallbergs etsningskurs vid Konstakademien 1920–1923 där han bland annat utförde ett porträtt av Tallberg. Skoglund hade personlig kontakt med Falugrafikerna Bertil Bull Hedlund och Axel Fridell som uppmanade honom att ansluta sig till grafikgruppen men han övergav grafikkonsten för att istället helhjärtat ägna sig åt måleriet. Skoglund var en flitig utställare i Dalarnas konstförenings salonger i Falun och medverkade även i Sveriges allmänna konstförenings salonger i Stockholm och i en rad utställningar med provinsiell konst i Dalarna. Tillsammans med Erik Clarens Sjöberg och Sven Stålberg ställde han ut i Lindesberg 1950. Hans konst består av landskapsmålning från Siljansbygden, Rörås i Norge och den svenska fjällvärlden och i slutet av 1950-talet började han experimentera med ett konstruktivt spontant måleri. Skoglund är representerad i Leksands konstgalleri och Västerås konstförenings konstgalleri. Han är begravd på Leksands kyrkogård